# Fijibates rostratus
Fijibates rostratus är en kvalsterart som beskrevs av Hammer 1971. Fijibates rostratus ingår i släktet Fijibates och familjen Scheloribatidae. Inga underarter finns listade i Catalogue of Life.